# Alexander Karlsson
Alexander Erik Karlsson, född 3 september 1998 i Östra Hargs församling, Östergötlands län, är en svensk före detta professionell ishockeyspelare. Karlsson debuterade med Linköping HC i SHL under säsongen 2017/18. Samma säsong blev han utlånad till både IK Oskarshamn och Västerviks IK i Hockeyallsvenskan.

## Karriär
Karlsson påbörjade sin hockeykarriär med Linköping HC, som också är hans moderklubb. Säsongen 2016/17 spelade han för LHC J20 och blev också utlånad att spela en match för Mjölby HC. Säsongen därpå utsågs Karlsson till en av de assisterande lagkaptenerna i Linköpings J20-lag. Samma säsong debuterade han för A-laget i SHL. Den 17 oktober 2017 blev han uttagen till sin första SHL-match, men fick ingen speltid – något han senare fick i de två avslutande matcherna av grundserien. Dessförinnan hade han blivit utlånad till både IK Oskarshamn och Västerviks IK i Hockeyallsvenskan.
I början av juni 2018 meddelade Linköping HC att man skrivit ett ettårsavtal med Karlsson. Under den följande säsongen varvade Karlsson spel med Linköping i SHL och klubbens J20-lag. Den 21 oktober 2018 gjorde han SHL-debut i en match mot Skellefteå AIK. Den 26 februari 2019 gjorde han sitt första SHL-mål, på Victor Brattström, då Timrå IK besegrades med 1–3. Totalt noterades han för ett mål på 20 spelade grundseriematcher. Den 21 mars, kort efter säsongens slut, meddelades det att Karlsson lämnat Linköping HC.

## Statistik
| 2016–17                  | Mjölby HC                | Div. 2                   | 1  | 0 | 0 | 0 | 4  | — | — | — | — | — |
| 2017–18                  | Linköping HC             | SHL                      | 3  | 0 | 0 | 0 | 0  | — | — | — | — | — |
| 2017–18                  | IK Oskarshamn            | HA                       | 4  | 0 | 0 | 0 | 0  | — | — | — | — | — |
| 2017–18                  | Västerviks IK            | HA                       | 1  | 0 | 0 | 0 | 0  | — | — | — | — | — |
| 2018–19                  | Linköping HC             | SHL                      | 20 | 1 | 0 | 1 | 31 | — | — | — | — | — |
| SHL totalt               | SHL totalt               | SHL totalt               | 23 | 1 | 0 | 1 | 31 | — | — | — | — | — |
| Hockeyallsvenskan totalt | Hockeyallsvenskan totalt | Hockeyallsvenskan totalt | 5  | 0 | 0 | 0 | 0  | — | — | — | — | — |